# Ara Gallant
Ara Gallant (* 1932 in New York City als Ira Gallantz; † 1990 in Las Vegas) war ein US-amerikanischer stilbildender Stylist und Star-Fotograf in den späten 1960er Jahren bis Anfang der 1990er.
Ara Gallant wurde 1932 im New Yorker Stadtteil Bronx als Ira Gallantz geboren. Seinen Namen änderte er angeblich um ihm einen exotischeren Klang zu geben. Zunächst war Gallant als Haarstylist tätig, beispielsweise für den Fotografen Richard Avedon. Er gab in den 1960er Jahren den Haaren in der Fotografie eine Bedeutung. So soll er der erste bezahlte Hairstylist bei der Zeitschrift Vogue gewesen sein, seine Aufnahmetechnik von im künstlichen Wind fliegenden Haaren wurde später viel kopiert. Im Weiteren entdeckte er auch selbst die Fotografie. Erstmals für großes Aufsehen sorgen konnte er mit Bildern von Veruschka und der sehr bekannten Arbeit Flying Hair aus dem Jahr 1966, für die Gallant die Schauspielerin Twiggy mit einer wilden Mähne aus frei fliegendem, langem und üppigem Haar abbildete. In der Folgezeit arbeitete er u. a. für Vogue, für den Rolling Stone, den Playboy und auch für Andy Warhol’s Interview. Er lichtete zahlreiche weitere Stars ab wie Catherine Deneuve, Dustin Hoffman, Mick Jagger, Lauren Hutton und Jack Nicholson, mit dem er gut befreundet war.
Gallant war bekannt für seinen Drogenkonsum, 1990 beging er in einem Hotelzimmer in Las Vegas Selbstmord.